# غريغوري كريفوشييف
غريغوري فيدوتوفيتش كريفوشييف (ولد في عام 1929) مؤرخ وقائد عسكري روسي عرف بتأليفه لكتاب عن خسائر العسكرية السوفيتية في القرن العشرين، والذي ترجم ونشر باللغة الإنجليزية.
ولد في غرب سيبيريا، وتخرج من أكادمية فرونز العسكرية، وحصل على دكتوراه في العلوم العسكرية عام 1995، وهو أستاذ في الأكاديمية الروسية للعلوم العسكرية.
أصبح كريفوشييف معروفًا على نطاق واسع عام 1993 بعد نشر كتاب باللغة الروسية، حول خسائر الجيش السوفيتي في مختلف الصراعات في القرن العشرين، ولا سيما في الحرب العالمية الثانية. بالرغم من أن كريفوشييف هو من حرر الكتاب، إلا أنه اعتمد على التحليل الذي أعده المؤرخون على أساس بيانات سرية من الأرشيف السوفيتي، والذي مثّل أول محاولة علمية شاملة لتسجيل خسائر القوات المسلحة للاتحاد السوفيتي السابق خلال الحرب العالمية الثانية. قديمًا، كان عدد الخسائر البشرية في الغالب مسألة للمضاربات السياسية، وتتقلب على نطاق واسع بحسب التغيرات السياسية. وفي عام 1997، ترجم الكتاب إلى الإنجليزية تحت عنوان «ضحايا وخسائر العسكرية السوفيتية في القرن العشرين» (بالإنجليزية: Soviet casualties and combat losses in the twentieth century)‏.
أصدر غريغوري كريفوشييف كتابًا آخر تحت عنوان «روسيا والاتحاد السوفيتي في حروب القرن العشرين. خسائر القوات المسلحة. بحث إحصائي» في موسكو في 2001.

## للقراءة
- A Book Review of Soviet Casualties and Combat Losses in the twentieth century by Walter S. Dunn, The Journal of Military History, Vol. 62, No. 3 (Jul., 1998), pp. 660–661
- A Book Review of Soviet Casualties and Combat Losses in the twentieth century by James F Dunningan in The World War II Bookshelf: Fifty Must-Read Books, 2004, Citadel Press, ISBN 0-8065-2609-2. pp. 136–139.
- Krivosheev, Grigoriy. "Россия и СССР в войнах XX века: Потери вооруженных сил: Статистическое исследование" [Russia and the USSR in the wars of the 20th century: Loss of armed forces: Statistical study] (بالروسية). Archived from the original on 2010-07-22. Google translation